# 上宗方南
上宗方南（かみむなかたみなみ）は、大分県大分市の地名。現行行政地名は上宗方南一丁目から上宗方南三丁目。住居表示実施済区域。

## 地理
大分市の稙田地区に属し、東と北西に上宗方、南に雄城台、西に椿が丘、北に宗方台東と接している。

## 歴史

### 沿革
- 2019年（平成31年）1月12日 - 住居表示を実施に伴い、大字上宗方・大字上宗方字世利越の各一部（通称は二豊団地）から、上宗方南一丁目から上宗方南三丁目を新設[5]。

### 町名の変遷
| 実施後         | 実施年月日                | 実施前（各町名ともその一部、公称のみ）   |
| -------------- | ------------------------- | ---------------------------------------- |
| 上宗方南一丁目 | 2019年（平成31年）1月12日 | 大字上宗方、大字上宗方字世利越（各一部） |
| 上宗方南二丁目 | 2019年（平成31年）1月12日 | 大字上宗方（各一部）                     |
| 上宗方南三丁目 | 2019年（平成31年）1月12日 | 大字上宗方（各一部）                     |

## 世帯数と人口
2022年（令和4年）3月31日現在（大分市発表）の世帯数と人口は以下の通りである。
| 丁目           | 世帯数  | 人口  |
| -------------- | ------- | ----- |
| 上宗方南一丁目 | 186世帯 | 439人 |
| 上宗方南二丁目 | 117世帯 | 253人 |
| 上宗方南三丁目 | 90世帯  | 184人 |
| 計             | 393世帯 | 876人 |

### 人口の変遷
国勢調査による人口の推移。
| 2020年（令和2年） | 840人 | [ 6 ] |  |

### 世帯数の変遷
国勢調査による世帯数の推移。
| 2020年（令和2年） | 332世帯 | [ 6 ] |  |

## 学区
市立小・中学校に通う場合、学区は以下の通りとなる（2022年4月時点）。
| 丁目           | 番・番地等 | 小学校             | 中学校             |
| -------------- | ---------- | ------------------ | ------------------ |
| 上宗方南一丁目 | 全域       | 大分市立宗方小学校 | 大分市立稙田中学校 |
| 上宗方南二丁目 | 全域       | 大分市立宗方小学校 | 大分市立稙田中学校 |
| 上宗方南三丁目 | 全域       | 大分市立宗方小学校 | 大分市立稙田中学校 |

## 交通
- 国道442号

## 施設
- メガセンタートライアルわさだ店

## その他

### 日本郵便
- 郵便番号 : 870-1167[2]（集配局 : 大分南郵便局[8]）。